# Продължение (спорт)
Продължението в спорта е допълнителното време, назначено за определяне на победител след равен резултат при изтичане на редовното време. Продължение също може да бъде допълнителното време добавено към полувреме, което се нарича добавено време.

## Футбол
Във футбола се назначават две 15-минутни продължения, с обикновено 5 минути почивка, ако все още не е определен победител след редовното време от 90 минути. Ако след всички 120 минути още не се определи победител се играят дузпи. 
Добавено време има в почти всички мачове, но то е по преценка на съдията. Добавя се в края на полувреме (включително двете 15-минутни продължения), като е от минимум 1 минута. Най-много време, добавено някога, е 28 минути, което се случва през 2019 г.

## Баскетбол
В баскетбола се добавят допълнителни минути, само ако има равен резултат. Нормално има 5 минути  продължение, за да се определи победител. Ако не се е определил победител през тези 5 минути, то има продължения, докато не се определи победител.